# Only Run
Only Run è il quarto album in studio del gruppo musicale statunitense Clap Your Hands Say Yeah, pubblicato nel 2014.

## Tracce
1. As Always
2. Blameless
3. Coming Down (featuring Matt Berninger)
4. Little Moments
5. Only Run
6. Your Advice
7. Beyond Illusion
8. Impossible Request
9. Cover Up (featuring Kid Koala)